# Mattia Vitale
Mattia Vitale (ur. 1 października 1997 w Bolonii) – włoski piłkarz, grający na pozycji pomocnika.

## Kariera piłkarska

### Kariera klubowa
Wychowanek klubów FC Persiceto 85, Bologna i Juventus, w barwach którego w kwietniu 2015 rozpoczął karierę piłkarską. Na początku 2016 został wypożyczony do Virtus Lanciano. Następnie grał na zasadach wypożyczenia w klubach Cesena, Venezia i SPAL. 24 stycznia 2018 podpisał kontrakt ze SPAL, ale potem został wypożyczony do Carpi i Frosinone. 31 stycznia 2020 Frosinone wykupił kontrakt piłkarza.

### Kariera reprezentacyjna
W latach 2012–2018 występował w juniorskiej i młodzieżowej reprezentacjach Włoch.

## Sukcesy i odznaczenia

### Sukcesy klubowe
Juventus
- mistrz Włoch: 2014/15
- zdobywca Pucharu Włoch: 2014/15
- zdobywca Superpucharu Włoch: 2015